# Schizomavella acuta
Schizomavella acuta är en mossdjursart som beskrevs av Osburn 1952. Schizomavella acuta ingår i släktet Schizomavella och familjen Bitectiporidae. Inga underarter finns listade i Catalogue of Life.